# Willy Arlt
Willy Arlt (Bobersen, 27 agosto 1919 – 27 luglio 1947) è stato un calciatore tedesco, di ruolo attaccante.

## Statistiche

### Cronologia presenze e reti in nazionale
| Cronologia completa delle presenze e delle reti in nazionale ― Germania | Cronologia completa delle presenze e delle reti in nazionale ― Germania | Cronologia completa delle presenze e delle reti in nazionale ― Germania | Cronologia completa delle presenze e delle reti in nazionale ― Germania | Cronologia completa delle presenze e delle reti in nazionale ― Germania | Cronologia completa delle presenze e delle reti in nazionale ― Germania | Cronologia completa delle presenze e delle reti in nazionale ― Germania | Cronologia completa delle presenze e delle reti in nazionale ― Germania |
| Data                                                                    | Città                                                                   | In casa                                                                 | Risultato                                                               | Ospiti                                                                  | Competizione                                                            | Reti                                                                    | Note                                                                    |
| ----------------------------------------------------------------------- | ----------------------------------------------------------------------- | ----------------------------------------------------------------------- | ----------------------------------------------------------------------- | ----------------------------------------------------------------------- | ----------------------------------------------------------------------- | ----------------------------------------------------------------------- | ----------------------------------------------------------------------- |
| 29/01/1939                                                              | Bruxelles                                                               | Belgio                                                                  | 1 – 4                                                                   | Germania                                                                | Amichevole                                                              | -                                                                       |                                                                         |
| 26/03/1939                                                              | Differdange                                                             | Lussemburgo                                                             | 2 – 1                                                                   | Germania                                                                | Amichevole                                                              | -                                                                       |                                                                         |
| 23/05/1939                                                              | Brema\|Brema\|Brema                                                     | Germania                                                                | 1 – 1                                                                   | Irlanda                                                                 | Amichevole                                                              | -                                                                       |                                                                         |
| 25/06/1939                                                              | Copenaghen                                                              | Danimarca                                                               | 0 – 2                                                                   | Germania                                                                | Amichevole                                                              | -                                                                       |                                                                         |
| 29/06/1939                                                              | Tallinn                                                                 | Estonia                                                                 | 0 – 2                                                                   | Germania                                                                | Amichevole                                                              | -                                                                       |                                                                         |
| 12/11/1939                                                              | Breslavia                                                               | Germania                                                                | 4 – 4                                                                   | Boemia e Moravia                                                        | Amichevole                                                              | -                                                                       |                                                                         |
| 03/12/1939                                                              | Chemnitz                                                                | Germania                                                                | 3 – 1                                                                   | Slovacchia                                                              | Amichevole                                                              | -                                                                       |                                                                         |
| 14/07/1940                                                              | Francoforte sul Meno                                                    | Germania                                                                | 9 – 3                                                                   | Romania                                                                 | Amichevole                                                              | -                                                                       |                                                                         |
| 01/09/1940                                                              | Lipsia                                                                  | Germania                                                                | 13 – 0                                                                  | Finlandia                                                               | Amichevole                                                              | 1                                                                       |                                                                         |
| 03/11/1940                                                              | Zagabria                                                                | Jugoslavia                                                              | 2 – 0                                                                   | Germania                                                                | Amichevole                                                              | -                                                                       |                                                                         |
| 19/07/1942                                                              | Sofia                                                                   | Bulgaria                                                                | 0 – 3                                                                   | Germania                                                                | Amichevole                                                              | 1                                                                       |                                                                         |
| Totale                                                                  |                                                                         | Presenze                                                                | 11                                                                      |                                                                         | Reti                                                                    | 2                                                                       |                                                                         |